# Poliglota
Poliglota (gr. polýglōttos lub polýglōssos „wielojęzyczny”) – człowiek znający biegle wiele języków, potrafiący kontaktować się lub pisać w wielu językach świata.

## Predyspozycje

### Wiek a nauka języków obcych
Szczególne predyspozycje do wykształcenia znajomości wielu języków mają osoby, które zetknęły się z tymi językami w dzieciństwie (na przykład z racji wychowywania się w rodzinie wieloetnicznej lub dorastania w wielojęzycznej społeczności). Z wiekiem zdolności językowe ulegają osłabieniu. Co więcej, poznawanie wielu języków w młodym wieku rozwija również ogólne zdolności językowe; osoby, które w dzieciństwie uczyły się więcej niż jednego języka, łatwiej przyswajają kolejne języki obce w swoim dorosłym życiu.
Osoby dorosłe uczą się języków obcych w inny sposób, niż dzieci; mają z reguły słabszą pamięć, jednak w większym stopniu wykorzystują techniki kojarzenia i systematycznie zdobywaną wiedzę o regułach gramatycznych poznawanego języka.

### Uwarunkowania kulturowe

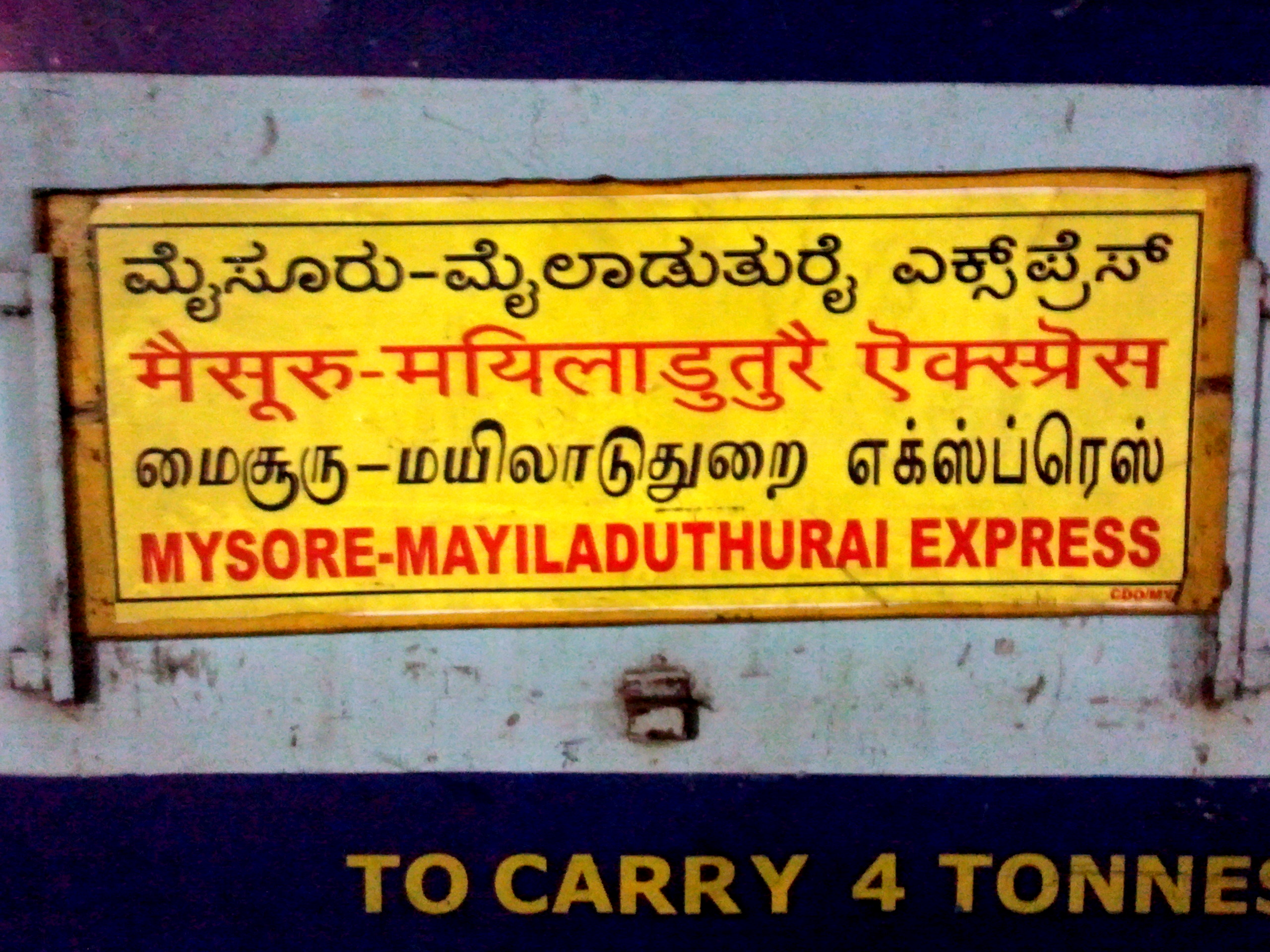
Tablica informacyjna pociągu w południowych Indiach. Opisana w czterech językach: kannada, hindi, tamilskim i angielskim

O predyspozycjach do poznawania wielu języków obcych decyduje również prowadzony tryb życia i charakter wykonywanej pracy. W związku z wykonywanym zawodem, wśród osób poznających języki obce w dorosłym wieku znajdują się m.in. językoznawcy, antropolodzy, a także hierarchowie wielonarodowych kościołów: Bartłomiej (patriarcha prawosławny) zna osiem języków, poliglotą był również papież Jan Paweł II.
Konieczność uczenia się języka obcego w dojrzałym wieku może również wynikać z obowiązujących norm społecznych. W niektórych kulturach plemiennych obowiązuje zwyczaj zawierania małżeństw z osobami należącymi do odrębnych plemion, często posługującymi się odrębnymi językami.

### Uwarunkowania zdrowotne

#### Sawantyzm
Nadzwyczajna pamięć i fenomenalne zdolności językowe mogą wynikać z nieprawidłowości w budowie i funkcjonowaniu mózgu, takich jak zespół sawanta. Brytyjski sawant autystyczny Daniel Tammet zna biegle 11 języków, przy czym jednego z nich (islandzkiego) nauczył się w siedem dni, osiągając umiejętność swobodnej rozmowy.

#### Głuchota
Osoby głuche i głuchonieme mają możliwości przyswajania języków obcych porównywalne do osób zdrowych, o ile ich ubytek słuchu i mowy nie jest skorelowane z innymi upośledzeniami mózgu.

## Wielojęzyczność a funkcje kognitywne
Korzyści płynące z nauki języków obcych są szczególnie wyraźne u dzieci i młodzieży, których mózg jest bardzo plastyczny i wciąż się rozwija. Już dwujęzyczne sześciolatki przewyższają jednojęzycznych rówieśników zarówno w testach językowych, jak i niejęzykowych. Mocne dowody pokazują, że nauka języków wpływa pozytywnie na tak zróżnicowane aktywności jak czytanie, posługiwanie się językiem macierzystym, umiejętności społeczne, a nawet matematyczne i artystyczne. Badani uczący się obcego języka często znacznie przewyższają grupy kontrolne w testach mierzących te umiejętności.
Dorosłe osoby bilingwalne mają pojemniejszą pamięć roboczą, lepiej się koncentrują oraz wydajniej myślą abstrakcyjnie i symbolicznie. W kilku doświadczeniach wykazano, że osoby posługujące się wieloma językami są bardziej kreatywne i lepiej sobie radzą w testach wymagających kompleksowego myślenia. W jednym z badań dorośli uczestnicy intensywnego kursu językowego poprawili swoją zdolność do zapamiętywania nazwisk, choć sam kurs tego nie dotyczył. Nauka języków poprawia więc prawdopodobnie pamięć ogólną.
Nauka języka niesie ze sobą także korzyści zdrowotne. Istnieją dowody świadczące o tym, że zapobiega ona demencji i chorobie Alzheimera, opóźniając ich występowanie. Efekt jest tym silniejszy, im większą liczbą języków posługują się badani.

## Status społeczny
Znajomość i stopień opanowania wielu różnych języków w kraju jednolitym etnicznie jest dodatnio skorelowana z wysokością zarobków. Korelacja ta ma dwie przyczyny: po pierwsze, znajomość języków obcych idzie w parze z ogólnym wykształceniem (pośredni wpływ na wysokość zarobków), po drugie, dodatkowe umiejętności językowe bezpośrednio zwiększają wartość rynkową pracownika (wpływ bezpośredni). Według przeprowadzonych w Polsce Internetowych Badań Wynagrodzeń, pracownicy znający co najmniej jeden język obcy zarabiają średnio o 27% więcej niż pracownicy nieznający języków obcych. Osoby znające trzy języki obce zarabiają średnio dwukrotnie więcej niż nieznające żadnego. Wśród Polaków przebadanych w roku 2007, znajomość języka francuskiego była statystycznie bardziej opłacalna niż znajomość angielskiego lub niemieckiego.

## Wybitni poligloci
Stworzenie obiektywnej listy rekordów wielojęzyczności jest trudne z uwagi na brak dokumentacji stwierdzającej określony poziom znajomości języka. Przykładowo, John Bowring, wymieniany w podobnych zestawieniach jako jeden z najwybitniejszych poliglotów, sam o sobie twierdził, że zna ponad 100 języków, jednak według badań angielskiego historyka Alana Rustona, potrafił mówić w ośmiu językach, z których siedem znał również w piśmie. Wśród wybitnych poliglotów o dobrze udokumentowanej faktycznej znajomości języków wymieniany był kardynał Giuseppe Gasparo Mezzofanti, znający biegle ponad 30 języków.
Wśród żyjących poliglotów o dobrze udokumentowanej liczbie języków można wymienić greckiego tłumacza przy Komisji Europejskiej, Ioannisa Ikonomou, znającego 32 języki.
Wybitni poligloci bywali również obiektem badań neurologów i neurolingwistów. Mózg Emila Krebsa, władającego 68 językami w mowie i piśmie, został po jego śmierci (w 1930) zakonserwowany przez niemieckiego neurologa Oskara Vogta.
Badania przeprowadzone na mózgu Krebsa w 2004 przez Katrin Amunts wykazały, że jego ośrodek Broki, odpowiedzialny za generowanie mowy, różnił się budową od tego u grupy kontrolnej. Zmiany strukturalne w mózgu są prawdopodobnie skutkiem intensywnej nauki języka. W 2012 roku grupa neurologów zaglądała za pomocą rezonansu magnetycznego do mózgów uczestników bardzo intensywnego kursu językowego, jakiemu poddawani są szwedzcy wojskowi. Już po trzech miesiącach nauki w mózgach badanych zaobserwowano wyraźne pogrubienie wielu obszarów neuronów, m.in. w odpowiadającym za wyobraźnię przestrzenną i zapamiętywanie hipokampie i wielu obszarach związanych z wykorzystaniem języka.
Wśród najwybitniejszych polskich poliglotów znajdują się m.in. Ireneusz Kania, posługujący się czynnie kilkunastoma językami, Andrzej Gawroński, który znał biegle ponad 40 języków.